# 益品書屋
益品書屋（英語：EP-Books），是由王品集團創辦人戴勝益於2016年8月成立的特色書店，在臺北市仁愛路與臺中市惠文路分別有兩家分店。該書店秉持「不外借、不販售書籍」的方式營運，入館費每人新台幣100元，標榜提供咖啡、冰沙、茶等飲品於館內供顧客自助式無限暢飲。館方不定時提供場地租借舉辦講座或音樂會；參與講座及音樂活動或中途離館者不另收費。2022年9月，臺北館遷址新北市淡水區，易名為「淡水館」。2023年8月，臺中館結束營業。

## 概要
2015年7月6日，戴勝益自餐飲業引退後即萌生成立藝文空間推廣閱讀和文藝的構想，於隔年8月設址於臺北市仁愛路二段69號開辦第一家旗艦店。2017年11月成立臺中市南屯區的第二間分館，設址於惠文路361號文心森林公園附近。 2020年3月，在南投縣鹿谷鄉興產路成立自己的私人美術館「益品美術館」陳列自己的24幅大型油畫畫作，營業模式與書屋相同。益品書屋全館收購、典藏數千本市面上已絕版不再販售的中、外文「精裝圖文書」，類型涵蓋飲食、旅遊、生活、美學、童趣等五項主題並定期於全國舉辦巡迴書展、推廣偏鄉閱讀。2022年4月1日，益品美術館暫時歇業，於5月底遷址於鹿谷鄉境內別處的中正路二段211巷19號。同年7月11日，益品書屋臺北館休館，於8月中旬至9月初籌備遷址至新北市淡水區中正路一段100號。2023年8月15日，臺中館結束營業。

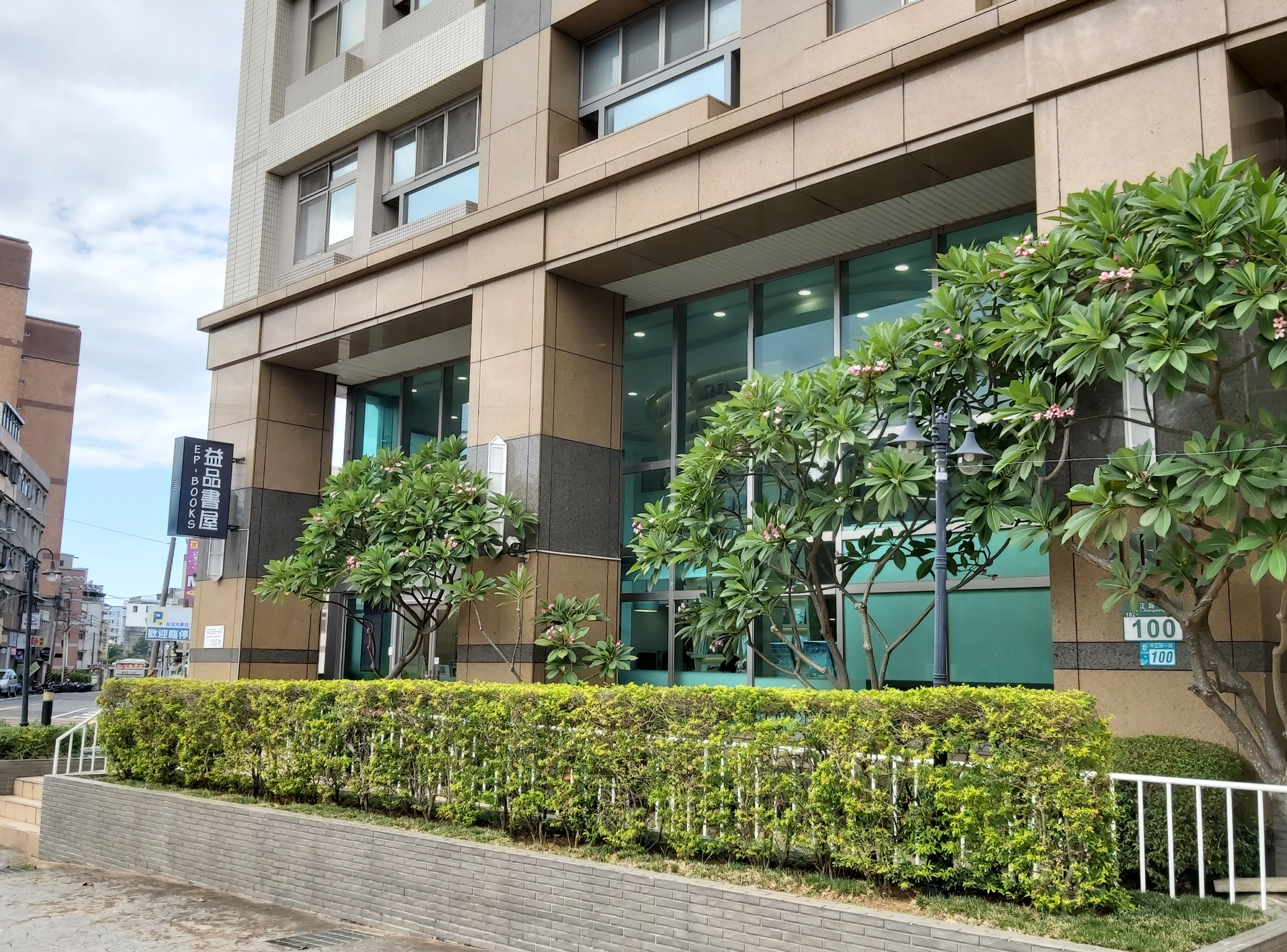
淡水館今址
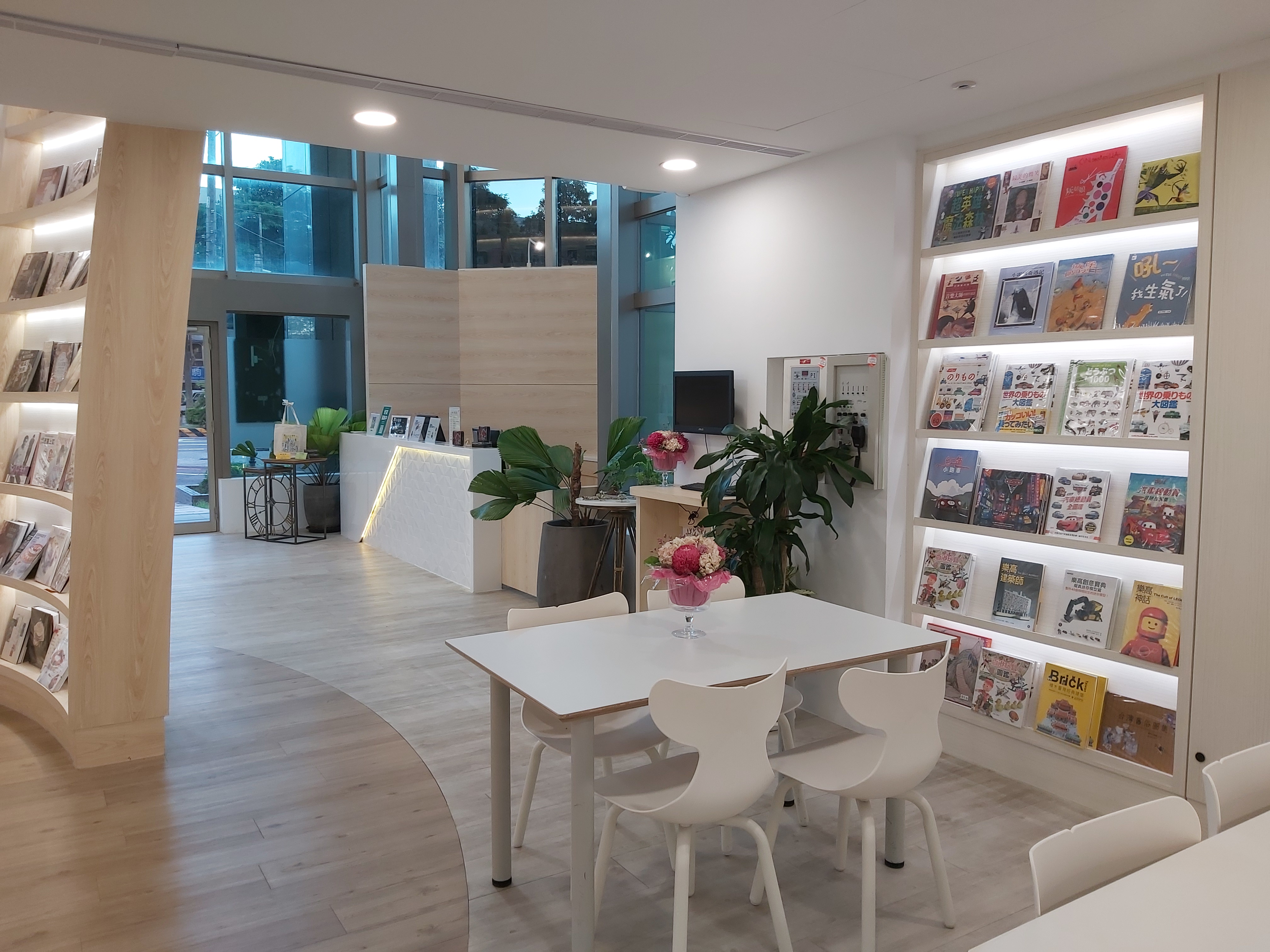
服務臺
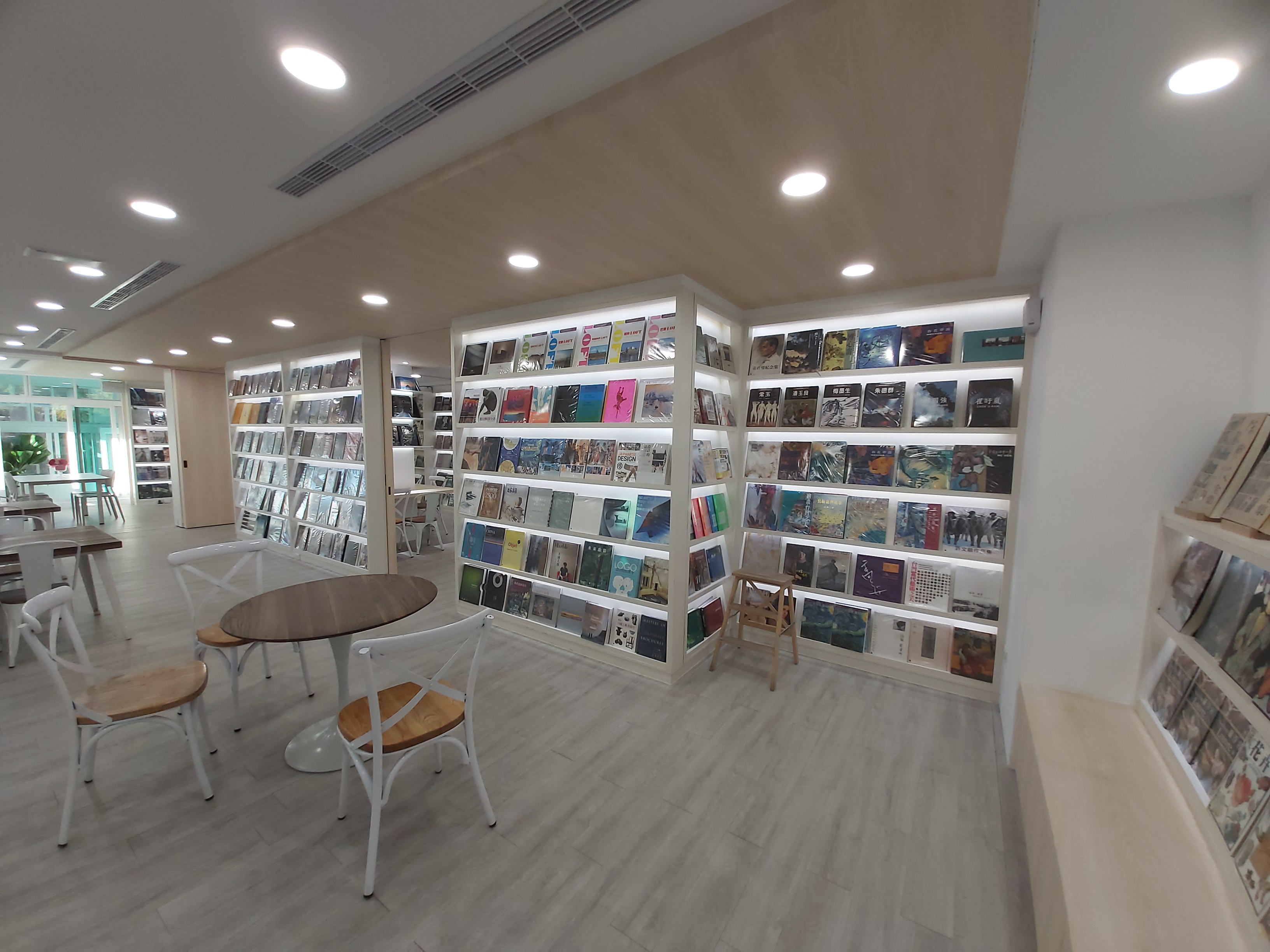
座位區
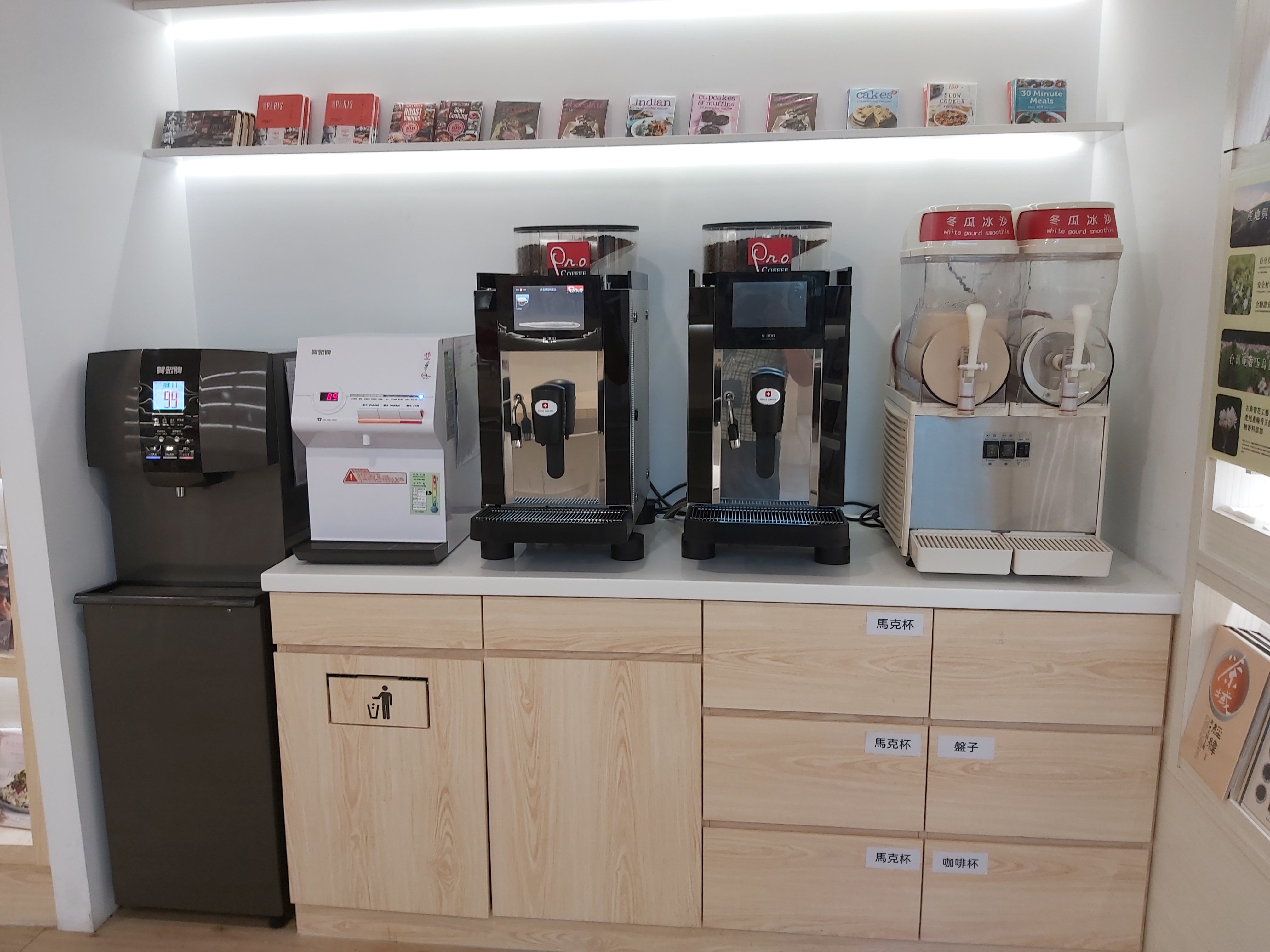
自助飲料檯

## 爭議
益品書屋標榜自己是社會企業卻不是全然非營利性質的企業，所招募的店員多為大學生充任的不支薪志工，因而有評論認為服務對象既然是消費群眾，員工理應支薪。

## 外部連結
- 益品書屋官網 （页面存档备份，存于）
- 益品書屋 EP - BOOKS的Facebook專頁
- 益品美術館 ep - museum的Facebook專頁